# Milan Šiška
Milan Šiška (* 9. května 1960 Příbram) je bývalý český policista a celník, v lednu a únoru 2007 generální ředitel Generálního ředitelství cel Celní správy ČR.

## Kariéra
Vystudoval Akademii Policejního sboru v Bratislavě, v roce 2006 získal titul JUDr. na Fakultě právnické Západočeské univerzity v Plzni.
Působil u Policie ČR, kde se později stal náměstkem ředitele Útvaru odhalování korupce a finanční kriminality (ÚOKFK). Po odvolání ředitele ÚOKFK Jiřího Pálky v červnu 2005 (kvůli útěku Radovana Krejčíře) byl pověřen řízením tohoto útvaru, a to až do 30. listopadu 2005. Náměstkem ředitele zůstal i posléze. Od října 2006 sloužil u Celní správy ČR, kde byl zástupcem ředitele sekce pátrání a dohledu Generálního ředitelství cel. K 1. lednu 2007 jej ministr financí Vlastimil Tlustý jmenoval generálním ředitelem Generálního ředitelství cel Celní správy ČR. Po dvou měsících se Šiška rozhodl na vlastní žádost z této funkce k 28. únoru 2007 odstoupit. V roce 2009 již pracoval v soukromém sektoru.
Roku 2009 deník Právo zjistil, že Šiškova rigorózní práce v knihovně plzeňské právnické fakulty chybí, a navíc dostupné informace k ní, včetně její obhajoby, které se účastnil Milan Kindl, vyvolávají pochybnosti.

## Osobní život
Je ženatý, má tři děti.